# Pál Kovács
Pál Kovács (17. červenec 1912, Debrecín – 8. červenec 1995, Budapešť) byl maďarský sportovní šermíř, který se specializoval na šerm šavlí. Maďarsko reprezentoval v třicátých, čtyřicátých a padesátých letech. Na olympijských hrách startoval v roce 1936 v soutěži družstev a v roce 1948, 1952, 1956 a 1960 v soutěži jednotlivců a družstev. Byl držitelem šesti zlatých olympijských medailí v disciplíně šavle. Pět zlatých medailí získal v družstvech (1936, 1948, 1952, 1956, 1960), v roce 1952 v Helsinkách i v soutěži jednotlivců. Na olympiádě v Londýně roku 1948 skončil v soutěži jednotlivců třetí. Krom toho vybojoval celkem devět titulů mistra světa: dva v roce 1937 a 1953 v soutěži jednotlivců a sedm titulů mistra světa získal s maďarským družstvem šavlistů (1937, 1951, 1953, 1954, 1955, 1957, 1958)
Byl nositelem Olympijského řádu a čestným viceprezidentem Mezinárodní šermířské federace (FIE).
Původně začínal jako překážkář.